# Cleome raddeana
Cleome raddeana là một loài thực vật có hoa trong họ Màng màng. Loài này được Trautv. mô tả khoa học đầu tiên năm 1871.